# آدرستیا (قمر)

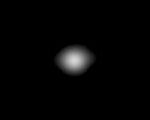
آدرستیا

آدرستیا (به انگلیسی: Adrastea)، یکی از ماه‌های مشتری است ابعاد آن ۲۰×۱۶×۱۴ کیلومتر، جرم آن ~۰٫۲ ×۱۰۱۶ کیلوگرم و نیم‌قطر بزرگ آن ۱۲۸ ۶۹۰ کیلومتر است.این ماه در سال ۱۹۷۹ کشف شد.